# Stimigliano
Stimigliano település Olaszországban, Lazio régióban, Rieti megyében. Lakosainak száma 2177 fő (2023. január 1.). Stimigliano Collevecchio, Forano, Ponzano Romano, Sant'Oreste és Tarano községekkel határos.

## Népesség
A település lakossága az elmúlt években az alábbi módon változott:
| Lakosok száma | 2337 | 2321 | 2177 |
|               | 2017 | 2018 | 2023 |